# Malediwy na Mistrzostwach Świata w Lekkoatletyce 2009
Malediwy na Mistrzostwach Świata w Lekkoatletyce 2009 – reprezentacja Malediwów podczas czempionatu w Berlinie liczyła 2 zawodników. Oboje odpadli w przedbiegach, ale ustanowili lekkoatletyczne rekordy Malediwów w swoich konkurencjach.

## Występy reprezentantów Malediwów

### Mężczyźni
| Konkurencja   | Zawodnik       | Eliminacje | Eliminacje | Ćwierćfinał   | Ćwierćfinał   | Półfinał      | Półfinał      | Finał         | Finał         |
| Konkurencja   | Zawodnik       | Wynik      | Poz.       | Wynik         | Poz.          | Wynik         | Poz.          | Wynik         | Poz.          |
| ------------- | -------------- | ---------- | ---------- | ------------- | ------------- | ------------- | ------------- | ------------- | ------------- |
| Bieg na 100 m | Hussain Haleem | 11,00 NR   | 70.        | Nie awansował | Nie awansował | Nie awansował | Nie awansował | Nie awansował | Nie awansował |

### Kobiety
| Konkurencja   | Zawodniczka    | Eliminacje | Eliminacje | Półfinał       | Półfinał       | Finał          | Finał          |
| Konkurencja   | Zawodniczka    | Wynik      | Poz.       | Wynik          | Poz.           | Wynik          | Poz.           |
| ------------- | -------------- | ---------- | ---------- | -------------- | -------------- | -------------- | -------------- |
| Bieg na 800 m | Aishath Reesha | 2:28,00 NR | 41.        | Nie awansowała | Nie awansowała | Nie awansowała | Nie awansowała |